# Pëtr Gorelikov
Pëtr Vasil'evič Gorelikov (Ashgabat, 16 dicembre 1931 – San Pietroburgo, 23 ottobre 2017) è stato un velista sovietico.

## Biografia
Ha rappresentato l'Unione Sovietica ad Helsinki 1952, classificandosi dodicesimo nella classe Finn.